# Cerasphorus minutus
Cerasphorus minutus là một loài bọ cánh cứng trong họ Cerambycidae.